# Guerra russo-sueca (1741–1743)
La Guerra russo-sueca de 1741–1743, coneguda també com a Guerra Russa dels Barrets a Suècia (suec hattarnas ryska krig) i com a Guerra dels Barrets a Finlàndia (finès hattujen sota) o Ràbia Menor (finès: pikkuviha, suec: lilla ofreden), i que va comportar l'ocupació de Finlàndia, fou instigada pels Barrets, un partit polític suec que aspirava a recuperar els territoris perduts envers Rússia durant la Gran Guerra del Nord, i per la diplomàcia francesa, que tractava de desviar l'atenció de Rússia de donar suport al seu tradicional aliat, la monarquia dels Habsburg, a la Guerra de Successió d'Àustria.

## Preparatius suecs
En l'estiu de 1740, el comandant de les forces sueques a Finlàndia, el general Carl Cronstedt, va ser destituït del seu càrrec per la seva oposició a la guerra planejada i Charles Emil Lewenhaupt va ser elevat a la posició vacant. No obstant això, les defenses finlandeses estaven força malmeses, ja que la majoria dels fons per al seu suport van ser utilitzats en altres parts del regne. Tampoc no s'havia fet cap preparatiu com a resultat del que havia passat al Gran Guerra del Nord. Al final, aquells fons que s'havien assignat a Finlàndia es van utilitzar per als preparatius de la guerra ofensiva en lloc d'enfortir les defenses.
El pla de guerra suec era capturar primer Víborg i després avançar cap a Sant Petersburg. L'objectiu d'aquestes maniobres era amenaçar Sant Petersburg i establir les bases per a un cop d'Estat dissenyat pels diplomàtics francesos i suecs i destinat a enderrocar el règim proaustríac d'Anna Leopóldovna. El cop d'Estat va tenir lloc al desembre, però la nova tsarina, Elizaveta Petrovna, va renegar de les seves promeses de retornar les províncies bàltiques a Suècia i va prosseguir vigorosament amb la guerra, sota la direcció del seu canceller proaustríac, Aleksei Bestújev.
Mentre les tropes sueques estaven sent desplegats a la frontera amb Rússia, prop de Villmanstrand (finès Lappeenranta) i Frederikshamn (finès Hamina), les forces navals suecs, formades per 10 navilis de línia i 4 fragates, comandades per l'almirall Tomas von Rajalin i una flota de 20 fortes galeres de rem, comandada per l'almirall Abraham Falkengren, es va traslladar el 20 de maig 1741 a les illes properes a la frontera. Mentre estaven ociosos va esclatar una epidèmia a la flota que en gran manera la paralitzà i es va endur la vida de l'almirall von Rajalin. La declaració de guerra sueca a finals de juliol havia estat pensada perquè coincidís amb la invasió, però llavors no ho va poder fer, atès que la flota era incapaç d'entrar en acció i la concentració de les forces de terra encara no s'havia dut a terme. La situació no va millorar amb el fet que Lewenhaupt arribés a Finlàndia dos mesos després de la declaració de guerra i el comandament de l'exèrcit va recaure damunt el general Henrik Magnus von Buddenbrock.

## Primer any de la guerra
A causa de la inacció sueca, els russos van prendre la iniciativa i va colpejar primer amb un exèrcit de 16.000 homes sota el Mariscal de Camp Peter Lacy, i avançaren des de Víborg (suec: Viborg, finès: Viipuri) envers Villmanstrand (finès: Lappeenranta). Mercès a la seva superioritat numèrica, gairebé d'un contra quatre, els russos van infligir una derrota important a la guarnició sueca dirigida pel general Carl Henrik Wrangel. La culpa de la derrota a Villmanstrand va ser atribuïda al general von Buddenbrock que no creia que els russos estiguessin atacant seriosament i no es va moure per ajudar Wrangel.
Lewenhaupt, que va arribar deu dies després de la derrota, a Villmanstrand va tractar d'organitzar una operació conjunta de les forces terrestres i navals cap a Víborg però l'almirall Aron Sjöstierna, que va assumir la posició de von Rajalin, va deixar en clar que la flota no seria capaç de fer-ho. La flota russa també s'havia deteriorat i no va poder participar en els combats en 1741. Sjöstierna va navegar cap a casa el 22 de setembre i el comandant dels vaixells suecs que quedaren ignorà intents de Lewenhaupt de persuadir-lo per navegar a les Illes Beriozovie (suec: Björkö, finès: Koivisto) i en comptes d'això va navegar de tornada a Suècia el 27 d'octubre. Les operacions en el front de terra també es van aturar quan un es va acordar un armistici amb Rússia a principis de desembre.

## Segon any de la guerra
Els russos van renegar del seu acord d'alto el foc a principis de març del 1742 però un dur hivern va fer impossible que els principals exèrcits poguessin operar. Forces de cavalleria lleugera russes (cosacs i hússars) van aplanar el costat suec de la frontera, però sovint van ser rebutjats per les poblacions locals. Al març, els russos també va intentar, sota el comandament de Woldemar de Lowendal, d'assaltar l'amarrador suec prop de Fredrikshamn sobre el gel, però les inclemències del temps ho van fer impossible. El general suec Lewenhaupt planejava renovar l'atac contra Víborg a la primavera de 1742. Les unitats navals suecs necessaris per donar suport l'atac van començar a arribar a mitjans de maig. No obstant això, atès que els comandants navals havien rebut l'ordre de patrullar entre Reval i Helsingfors, es van negar a seguir les ordres de Lewenhaupt.
La principal flota sueca va arribar el 3 de juny de Suècia, comandada per l'almirall Sjöstierna, i constava de 15 navilis de línia i 5 fragates. La flota va navegar a Äspö (finès: Haapasaaret) (25 km al SSE de l'actual Kotka). Una setmana després, una flota de galeres, a les ordres de l'almirall Falkengren, s'uniren a la flota principal, amb un total de 25 galeres i alguns vaixells de suport. No obstant això, a diferència de l'any anterior, la flota russa també va estar activa amb una flota de 45 galeres, comandada pel general Vassili Iàkovlevitx Levaixov i una flota de mar obert d'almenys 12 navilis de línia, sota les ordres de l'almirall Zàhar Danílovitx Mixukov. Independentment, Lewenhaupt va celebrar un consell de guerra el 5 de juny en un intent d'aconseguir unitats navals per navegar a les Illes Beriozovoie (suec: Björkö, finès: Koivisto) però els comandants navals jutjaren que el risc per a la flota era massa gran i Lewenhaupt es va veure obligat a fer marxa enrere en el seu pla.
Atès que l'exèrcit suec romania inactiu, els russos de nou van prendre la iniciativa i van passar a l'ofensiva. Amb el suport de la flota de galeres russa, un poderós exèrcit rus de 30,000 homes sota el comandament del Mariscal de Camp Lacy va marxar de Víborg. Va travessar la frontera el 13 de juny i després va continuar avançant cap a Frederikshamn. Els suecs havien preparat una forta posició defensiva fora de Frederikshamn, a Mäntlahti. El coronel suec que defensava la posició s'havia adonat de l'enfocament rus i va retirar totes les seves forces de les posicions fortificades a Frederikshamn un dia abans de l'atac rus, que havia de tenir lloc el 25 de juny. No obstant això, la posició abandonada era crítica per a la defensa de la ciutat i el 28 de juny, l'exèrcit suec sota les ordres de Lewenhaupt va calar foc a la ciutat i va començar a retirar-se.
La cooperació amb les forces navals i terrestres suecs no estava exempta de problemes i en lloc de donar suport a l'exèrcit, el gruix de la flota va navegar directament a Hango quan l'exèrcit va començar la seva retirada. Les galeres navegaren a Pellinge (finès: Pellinki). Això al seu torn va aïllar l'exèrcit de les seves línies de subministrament i Lewenhaupt va començar a retirar-rse més cap als dipòsits d'abastament de l'exèrcit a Borgå. Els russos es van retirar just després dels suecs, però no es va a dur a terme cap acció real entre ambdós exèrcits, a més d'escaramusses entre la rereguarda sueca i patrulles de cavalleria russes. El 18 de juliol, després d'assabentar-se que les guarnicions sueques més cap a l'interior havien abandonat els seus posts, Lewenhaupt i el consell d'exèrcit van considerar que era millor retirar-se a Helsingfors per preparar les seves defenses.
Els suecs van començar a desmantellar i transportar lluny els magatzems d'aliments i subministrament concentrats a Borgå. El 27 de juliol els russos van arribar als voltants i es van traslladar a Borgå el 30 de juliol, que l'exèrcit suec havia abandonat un dia abans. La retirada de Suècia, que havia durat gairebé dos mesos, finalment va acabar a Hèlsinki l'11 d'agost. Un parell de dies després, els russos havien aconseguit envoltar completament la ciutat en terra. La flota de galeres sueca estava estacionada a l'est de Hèlsinki, però va jutjar que la seva posició era insostenible i es va retirar a dins de la ciutat, la qual cosa permmeté a la flota de galeres de Rússia de completar el cèrcol de la ciutat després de 20 d'agost.
Abans que la ciutat estigués completament aïllada, el 19 d'agost el general Lewenhaupt i el general Buddenbrock van ser convocats a presentar-se immediatament a Estocolm per a una investigació sobre les seves accions. Tots dos generals van ser empresonats a la seva arribada i se'ls va enviar a judici. El subcomandant de les forces sueques, general Jean Louis Bousquet, va signar un document de renúncia el 24 d'agost. Segons els termes del document, els homes finlandesos eren llicenciats de l'exèrcit, mentre que als homes suecs se'ls permetia navegar de tornada a casa. Totes les armes, subministraments, i fins i tot magatzems de farratge serien lliurats als russos. Totes les forces navals suecs van tornar a Suècia a principis de setembre de 1742. Els russos van avançar fins a arribar a Åland i van aïllar Finlàndia de la resta de Suècia. Tota Finlàndia va caure sota ocupació russa, que posteriorment arribaria a ser coneguda com a Ira Menor (finès: Pikkuviha).

## Tercer any de la guerra
L'exèrcit suec va reprendre Åland març 1743 i al començament de maig, amb una flota de 16 navilis de línia i 5 fragates a les ordres de l'almirall Jean von Utfall va arribar a bloquejar la ruta marítima costanera passat Hango. La flota de galeres de l'almirall Falkengren va ser enviada a Åland. La tasca d'aquestes forces navals era evitar que les forces russes arribessin a Suècia. No obstant això, abans que arribessin les forces sueques, una flota de galeres, sota les ordres del general rus James Francis Edward Keith passà Hangö. La flota de galeres sueca va atacar a la flota de galeres rus a l'estret de Korpoström, just al sud de l'illa de Korpo, on l'atac suec va ser rebutjat. Falkengren va tornar a Åland.
La flota de mar obert sueca a Hango seguia bloquejant el pas de la poderosa flota costanera de galeres del Mariscal de Camp Peter Lacy. No obstant això, el 7 de juny, amb una flota russa encapçalada per l'almirall Nikolai Fedórovitx Golovin va aconseguir atraure la flota sueca del seu ancoratge, mentre en realitat no s'involucrava en un combat. Això va permetre a la flota de galeres de Rússia de passar el cap de manera segura. El resultat va ser un aclaparadora superioritat naval russa al sud-oest de Finlàndia i zones properes a Åland, que va obligar la flota sueca a passar a l'oest de Åland i accelerar les negociacions de pau. Almirall Golovin més tard es va enfrontar a un tribunal militar per la seva negativa a combatre una esquadra sueca de la mateixa força, però va ser absolt quan es va referir a un edicte de Pere el Gran que indicava que una flota russa no ha de participar en la batalla llevat que tingui una superioritat de 3:2 o millor. Els generals suecs Lewenhaupt i Buddenbrock van ser decapitats principalment com a bocs expiatoris de la fallida política de guerra de la facció del "Barret" governant.

## Tractat d'Åbo
Tan bon punt van cessar les hostilitats i l'exèrcit rus va entrar a Turku (suec: Åbo), el polític Aleksandr Rumiàntsev i Ernst Nolken arribaren a la ciutat per tal de discutir un acord de pau. La tsarina es va comprometre a evacuar al seu exèrcit de Finlàndia amb la condició que Adolf Frederic de Holstein-Gottorp - és a dir, l'oncle del seu propi hereu - va ser nomenat com l'hereu del tron de Suècia. (A aquest últim li havia estat oferta la corona de Finlàndia per part del lantdag local). Els Barrets consentiren la seva proposta amb l'esperança que Adolf Frederick seria capaç d'obtenir millors condicions d'ella. Elisabet també volia forces russes per ocupar Suècia per tal de garantir l'elecció pacífica d'Adolf Frederic, però aquest pla va despertar la vehement oposició dels representants de Suècia i va ser abandonat.
Si bé les negociacions de pau recaigueren pesadament sobre Lacy - que s'havia distingit en operacions similars durant la Gran Guerra del Nord - embarcà des de Kronstadt per tal d'efectuar un desembarcament a la Suècia autèntica. Quan la Flota del Bàltic s'acostava a Umeå, va arribar la notícia que s'havia finalitzat el Tractat d'Åbo (finès: Turku), i que Suècia cediria a Rússia els pobles de Lappeenranta i Hamina i una franja de Finlàndia al nord-oest de Sant Petersburg. El riu Kymijoki formaria part de la frontera entre les dues potències. El tractat va marcar el posterior declivi de Suècia com a gran potència al nord d'Europa.
El territori cedit a Rússia fou afegit als guanys de Rússia en el Tractat de Nystad (finès:  Uusikaupunki) en 1721, en el marc de la Gubèrnia de Víborg. Aquesta posteriorment es va incorporar al Gran Ducat de Finlàndia rus en 1812.